# ヴァルター・フィリガー
ヴァルター・フィリガー（Walther Augustin Villiger、1872年-1938年）は、スイスの天文学者で、カール・ツァイスの技術者である。1897年にミュンヘンで小惑星を1つ発見した。また彗星の観測も行っている。
彼は1896年から1907年にかけて天文学の研究を行った。1924年、ドイツ博物館に世界最初のプラネタリウムが設置されて1年も立たないうちに、彼は新しいプラネタリウムの投影機を開発した。23mの大きさのMark IIとして知られるこの投影機は、多くのプラネタリウムで使用された。